# Point Baker (Alaska)
Point Baker (Tlingit: X̱aaséedák’u) ist ein Ort und ein census-designated place (CDP) in der Prince of Wales-Hyder Census Area in Alaska. Das U.S. Census Bureau hatte bei der Volkszählung 2020 eine Einwohnerzahl von 12 ermittelt.

## Geographie
Point Baker befindet sich im Alaska Panhandle im Südosten Alaskas nahe der gleichnamigen Landspitze an der Nordwestspitze von Prince of Wales Island 77 km westlich von Wrangell. Der Ort liegt an einer schmalen Meeresstraße zwischen Prince of Wales Island und einer kleinen nördlich vorgelagerten Insel. Westlich von Point Baker befindet sich der 25 ha große Joe Mace Island State Marine Park, ein State Park ohne Infrastruktur, der die kleine Insel „Joe Mace Island“ und die umgebenden Gewässer umfasst. Etwa 3 km südöstlich von Point Baker befindet sich die „On Your Knees Cave“, ein archäologischer Fundplatz. Im Süden und im Osten grenzt das Point Baker CDP an das Port Protection CDP mit einer Siedlung 3 km weiter südlich. Ein weiterer Ort in der näheren Umgebung ist Whale Pass, 40 km südöstlich von Point Baker gelegen.
Point Baker verfügt über eine Landestelle für Wasserflugzeuge. Schleppkähne versorgen den Ort von Wrangell aus. Es gibt keine direkte Anbindung von Point Baker an das Straßennetz von Prince of Wales Island. 5 km südlich von Point Baker gibt es jedoch an der Labouchere Bay einen Zugang zum Straßennetz, der von den Bewohnern per Skiff erreicht wird.

## Geschichte
Das Gebiet um Point Baker wurde historisch von einer Gruppe von Tlingit genutzt, die als „Henya“ bekannt war. Das Gebiet östlich von Point Baker wurde von Stikine Tlingit genutzt. Das Kap wurde von George Vancouver 1793 nach Joseph Baker (1767–1817), den dritten Leutnant seines Schiffes, der Discovery, benannt. Die ersten schwimmenden Fischverpacker kamen 1919 nach Point Baker. Während den 1920er und 1930er Jahren gab es entlang dem Point Baker Harbor bis zu 100 Zelte von Lachs-Schleppfischern. 1941 wurde ein erster Laden eröffnet, 1942 ein Postamt. Im Jahr 1955 wurde Point Baker aus dem Tongass National Forest ausgegliedert. 1961 wurde vom Bundesstaat ein schwimmender Dock errichtet, der 1968 durch größere Docks ersetzt wurde. 1980 wurde Point Baker ein census-designated place. Seit den 1980er Jahren erlebt die Bevölkerung von Point Baker einen Rückgang. Heute ist Point Baker ein kleines Fischerdorf, das vom Fischfang (Subsistenz und Tourismus) lebt.  

## Demografie
Zum Zeitpunkt der Volkszählung im Jahre 2020 (U.S. Census 2020) hatte Point Baker 12 Einwohner auf einer Landfläche von 9,07 km². Von den Einwohnern waren 9 Weiße. Beim Zensus im Jahr 2000 wurden 35 Einwohner gezählt, 2010 waren es 15.